# Calamagrostis minarovii
Calamagrostis minarovii är en gräsart som beskrevs av Hüseyin. Calamagrostis minarovii ingår i släktet rör, och familjen gräs. Inga underarter finns listade i Catalogue of Life.